# 島根県道25号玉湯吾妻山線
島根県道25号玉湯吾妻山線（しまねけんどう25ごう たまゆあづまやません）は、島根県松江市と仁多郡奥出雲町（吾妻山）を結ぶ主要地方道（島根県道）である。

## 概要

### 路線データ
- 起点：島根県松江市玉湯町湯町[1]（玉造温泉入口交差点、国道9号 玉湯バイパス交点）
- 終点：島根県仁多郡奥出雲町大馬木（おおまき）
- 総延長：56.1 km

## 歴史
- 1993年（平成5年）5月11日 - 建設省（現・国土交通省）から、主要県道25号大東仁多線・一般県道183号大東湯町線・一般県道157号出雲大東線の一部・一般県道110号上湯川馬木仁多線の一部・一般県道253号吾妻山公園線が玉湯吾妻山線として主要地方道に指定される[2]。
- 1994年（平成6年）4月1日 - 上記政令の施行とともに島根県告示第408号により認定される。同時に島根県道183号、島根県道253号は路線廃止。
- 2005年3月31日 - 八束郡玉湯町が合併して松江市の一部に、仁多郡横田町が合併して奥出雲町の一部になったことにより、起終点の地名が変更される（八束郡玉湯町湯町→松江市玉湯町湯町、仁多郡横田町大馬木→仁多郡奥出雲町大馬木）。
- 2007年3月18日 - 国道9号（国道54号重用）玉湯バイパスの供用開始に伴い、起点の接続道路が変更された。
- 2015年4月1日 - 同年3月31日島根県告示第264号・265号により、国道9号（国道54号重用）玉湯バイパスに並行する現道区間が島根県及び松江市へ移管され、国道9号（国道54号重用）現道との重用が解消された[3][4]。

## 路線状況

### 重複区間
- 島根県道194号玉造温泉停車場線（松江市玉湯町湯町）
- 島根県道267号海潮宍道線（松江市宍道町上来待 - 雲南市大東町遠所（えんじょ））
- 島根県道156号木次横田線（雲南市大東町下久野 - 仁多郡奥出雲町馬馳（まばせ））
- 島根県道270号下横田出雲三成停車場線（仁多郡奥出雲町三成）
- 島根県道49号上阿井八川線（仁多郡奥出雲町小馬木（こまき） - 仁多郡奥出雲町大馬木（おおまき））

## 地理

### 通過する自治体
- 松江市
- 雲南市
- 仁多郡奥出雲町

### 交差する道路

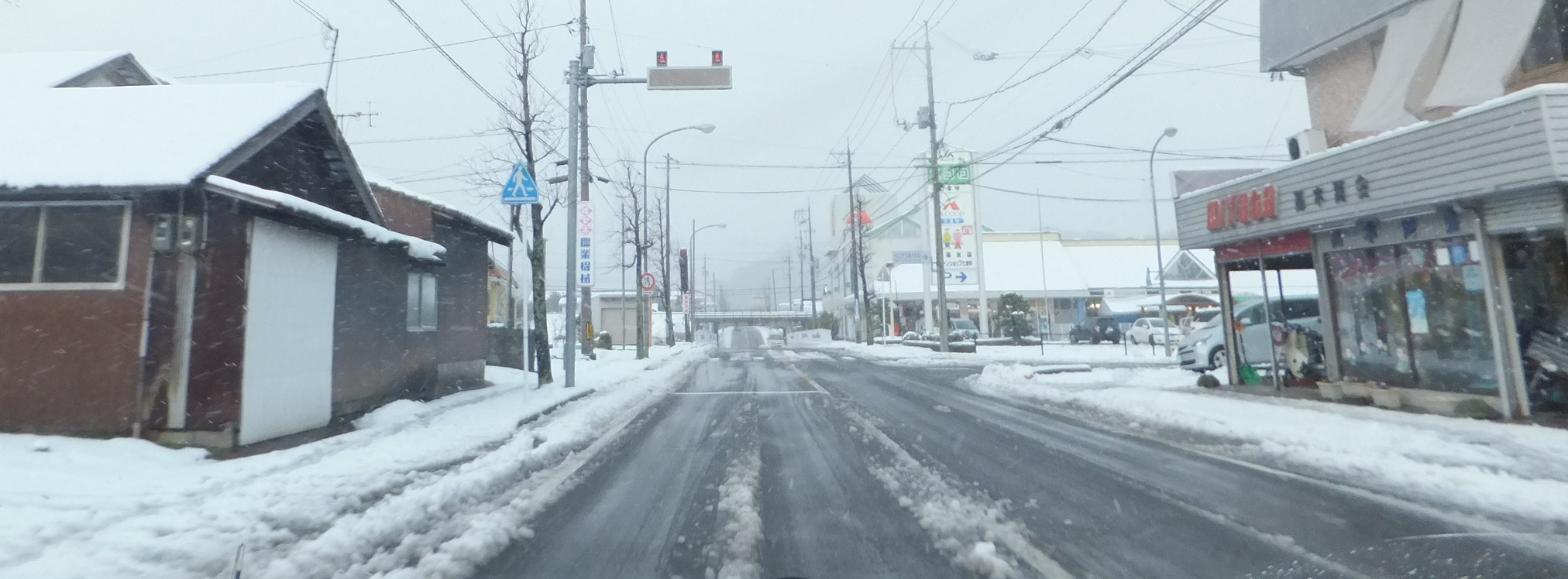
起点付近
松江市玉湯町湯町で撮影

| 交差する道路                                                                      | 市町村名 | 市町村名 | 交差する場所           | 交差する場所              |
| --------------------------------------------------------------------------------- | -------- | -------- | ---------------------- | ------------------------- |
| 国道9号 / 玉湯バイパス 国道54号 / 玉湯バイパス 重複                               | 松江市   | 松江市   | 玉湯町湯町             | 玉造温泉入口交差点 / 起点 |
| 島根県道194号玉造温泉停車場線 重複区間起点                                        | 松江市   | 松江市   | 玉湯町湯町             | 玉湯交差点                |
| 島根県道194号玉造温泉停車場線 重複区間終点 島根県道263号浜乃木湯町線 重複区間起点 | 松江市   | 松江市   | 玉湯町湯町             | 玉湯交差点                |
| 島根県道263号浜乃木湯町線 重複区間終点                                            | 松江市   | 松江市   | 玉湯町玉造             |                           |
| 松江市道60040号玉湯松江線 / 宍道湖南部広域農道                                    | 松江市   | 松江市   | 玉湯町玉造             |                           |
| 松江市道60039号玉湯宍道線 / 宍道湖南部広域農道                                    | 松江市   | 松江市   | 玉湯町大谷             |                           |
| 島根県道267号海潮宍道線 重複区間起点                                              | 松江市   | 松江市   | 宍道町上来待           |                           |
| 島根県道267号海潮宍道線 重複区間終点                                              | 雲南市   | 雲南市   | 大東町遠所（えんじょ） |                           |
| 島根県道157号出雲大東線                                                           | 雲南市   | 雲南市   | 大東町大東下分         |                           |
| 島根県道24号松江木次線                                                            | 雲南市   | 雲南市   | 大東町大東             |                           |
| 島根県道176号掛合大東線                                                           | 雲南市   | 雲南市   | 大東町東阿用           |                           |
| 島根県道45号安来木次線                                                            | 雲南市   | 雲南市   | 大東町下久野           |                           |
| 島根県道156号木次横田線 重複区間起点                                              | 雲南市   | 雲南市   | 大東町下久野           |                           |
| 島根県道156号木次横田線 重複区間終点                                              | 仁多郡   | 奥出雲町 | 馬馳（まばせ）         |                           |
| 国道314号                                                                         | 仁多郡   | 奥出雲町 | 三成                   |                           |
| 島根県道270号下横田出雲三成停車場線 重複区間起点                                  | 仁多郡   | 奥出雲町 | 三成                   |                           |
| 国道432号                                                                         | 仁多郡   | 奥出雲町 | 三成                   |                           |
| 島根県道270号下横田出雲三成停車場線 重複区間終点                                  | 仁多郡   | 奥出雲町 | 三成                   |                           |
| 大谷地区農道 小馬木地区農道                                                       | 仁多郡   | 奥出雲町 | 小馬木（こまき）       |                           |
| 島根県道49号上阿井八川線 重複区間起点                                             | 仁多郡   | 奥出雲町 | 小馬木                 |                           |
| 島根県道・広島県道110号奥出雲高野線                                               | 仁多郡   | 奥出雲町 | 小馬木                 |                           |
| 島根県道49号上阿井八川線 重複区間終点                                             | 仁多郡   | 奥出雲町 | 大馬木（おおまき）     |                           |
| 奥出雲町道五ノ畑線                                                                | 仁多郡   | 奥出雲町 | 大馬木                 |                           |

### 沿線にある施設など
- 宍道湖
- JR山陰本線 玉造温泉駅
- 玉造温泉
- JR木次線 出雲大東駅
- JR木次線 下久野駅
- JR木次線 出雲八代駅
- JR木次線 出雲三成駅